# Tiger Thompson
Tiger Thompson é um filme dos Estados Unidos de 1924, do gênero faroeste, dirigido por B. Reeves Eason, com Harry Carey no papel principal do elenco.

## Elenco
- Harry Carey ... Tiger Thompson
- Marguerite Clayton ... Ethel Brannon
- John Webb Dillon ... Jim Morley (como John Dillon)
- Jack Richardson ... Bull Dorgan
- George Ring ... Charlie Wong